# Марк Минуций Руф (консул 110 пр.н.е.)
Марк Минуций Руф (на латински: Marcus Minucius Rufus) e политик на Римската република през 2 век пр.н.е. 
През 121 пр.н.е. Минуций e народен трибун. През 110 пр.н.е. е избран за консул заедно със Спурий Постумий Албин и е в |Македония и Тракия. До 106 пр.н.е. e там проконсул. За успехите му над скордиските и трибалите е почетен със статуя в Делфи, той получава триумф през 106 пр.н.е. С плячката от победите построява Портик Минуция в южната част на Марсовото поле.